# LG Optimus L9
LG Optimus L9 è un smartphone touchscreen Android di fascia medio-alta progettato e prodotto da LG Electronics. È il modello di punta della gamma L-Style di LG ed è stato messo in commercio il 31 ottobre 2012. LG Optimus L9 è dotato nativamente di Android 4.0 Ice Cream Sandwich. È aggiornabile a Android 4.1 Jelly Bean. LG Optimus L9 presenta numerosi miglioramenti rispetto ad LG L7, il modello inferiore, tra cui registrazione video in FullHD a 1080p, una maggiore risoluzione dello schermo, aumento delle dimensioni della RAM, presenza di un processore dual-core e aumento delle dimensioni della batteria.

## Varianti
In diversi mercati, LG offre quattro diverse varianti di questo telefono, con i numeri di modello "P760", "P765", "P768", "P769" . I quattro modelli presentano delle differenze l'uno dall'altro, e cioè: i modelli "P760" e "P765" sono identici tranne per il fatto che rispettivamente il primo dispone della tecnologia NFC, mentre il secondo no e rispettivamente il primo non disponde dell'HDR nella fotocamera mentre il secondo sì; il modello "P768" dispone di una fotocamera da 8 MP mentre tutte le altre varianti possiedono 5 MP; "P769" dispone di schermo da 4.5 pollici anziché 4.7" e un processore diverso ed è commercializzato con il brand T-Mobile per il mercato americano. In nessuna variante di questo dispositivo è presente il led per le notifiche.